# Shūhei Nakamoto
Shūhei Nakamoto (中本 修平?, Nakamoto Shūhei; Tottori, 29 aprile 1957) è un ingegnere giapponese, vicepresidente della Honda Racing Corporation.

## Carriera

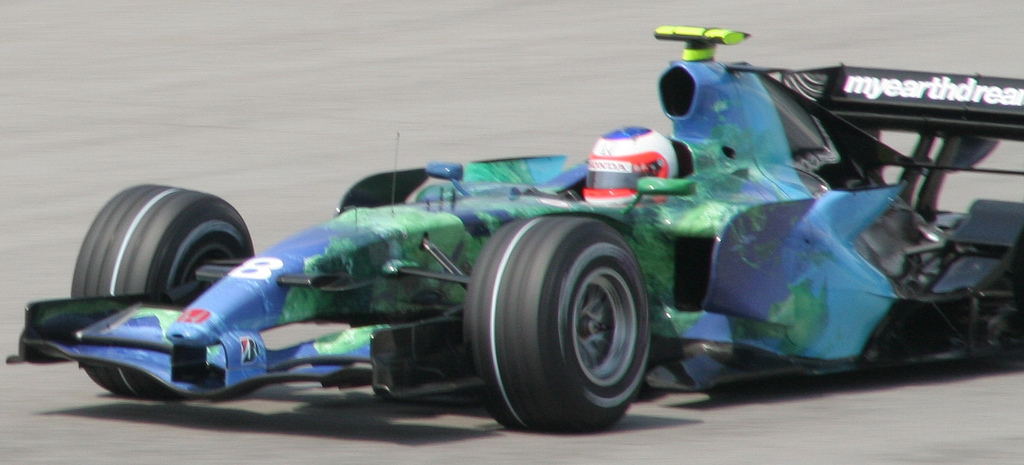
Rubens Barrichello alla guida della RA107 progettata da Nakamoto

Nakamoto entrò a far parte della Honda Racing Corporation nel 1983, ricoprendo il ruolo di coordinatore del settore motociclistico della Honda Racing Corporation (HRC). Nel 1984, fu promosso responsabile della progettazione della Honda RS125 e delle macchine da corsa di produzione RS250. Dal 1990 divenne capo progettista di entrambe le macchine.
Pur continuando ad occuparsi del reparto motociclistico, venne in seguito spostato al progetto Honda F1 nel 2000. Da qui un susseguirsi di promozioni, fino all'ottenimento nel  2002 della nomina di test team manager di Honda Racing Developments Ltd. (HRD). Nel 2003 divenne direttore tecnico per Honda Racing Developments Ltd., ruolo che ricoprì fino al 2006.
Nel corso del 2006, Nakamoto ebbe l'occasione di ricoprire anche il ruolo di  Direttore Tecnico per il team Honda F1, prendendo il posto di Geoff Willis, uno specialista di aerodinamica.
La Honda RA107, la prima vettura di Formula Uno progettata da Nakamoto peccò però di scarse prestazioni, dovute principalmente ad una inadeguata aerodinamica, persino inferiori alla Super Aguri SA07, un modello rivisitato della  Willis 'Honda RA106 esibita nella stagione precedente.
Vennero fornite varie motivazioni riguardo al flop della vettura di nuova progettazione, una delle quali fu la quasi simultanea coincidenza tra rottura del condotto di canalizzazione dell'aria, ideato nel luglio 2006 ed il passaggio di consegne tra Geoff Willis e Nakamoto. Così, la nuova macchina venne portata in pista utilizzando un sistema di canalizzazione praticamente difettoso.
Per cercare di risolvere i problemi aerodinamici la Honda assunse nuovi esperti di aerodinamici tra cui Loïc Bigois, John Owen (ex-BMW Sauber), Ben Agathangelou (ex-Red Bull), Peter Coysh (ex-McLaren) e Francois Martinet (ex-Williams) nel luglio 2007.
Quattro giorni prima che la Honda si ritirasse dalla Formula Uno, Nakamoto lasciò il team Honda F1 per tornare definitivamente alla HRC in qualità di vicepresidente, ruolo che ha ricoperto fino al 2016 nel team Repsol Honda MotoGP. Poi è andato in pensione.

## Vita privata
Nakamoto è nato a Tottori (in Giappone), ma ora vive con la moglie in Maidenhead (in Inghilterra).